# سیارک ۱۱۰۶۴
سیارک ۱۱۰۶۴ (به انگلیسی: 11064 Dogen، نامگذاری:1991WB) یازده هزار و شصت و چهارمین سیارک کشف شده‌است که در ۳۰ نوامبر ۱۹۹۱ کشف شد.